# Arthur Hughes

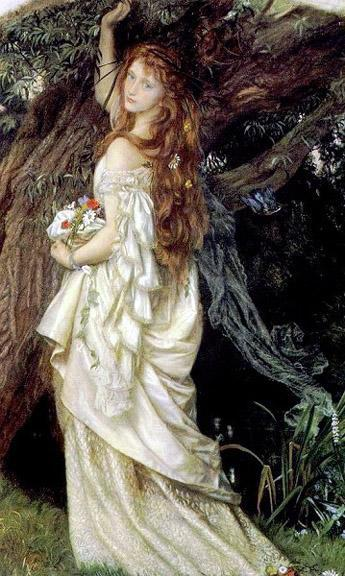
Ofelia, 1863

Arthur Hughes (ur. 27 stycznia 1832 w Londynie, zm. 22 grudnia 1915 tamże) – brytyjski malarz i ilustrator, związany z prerafaelitami.

## Życiorys
Uczył się kolejno w Archbishop Tenison's Grammar School, w School of Design pod kierunkiem Alfreda Stevensa i Antique Schools w Royal Academy. W 1850 nawiązał kontakt z prerafaelitami, poznał m.in. Millais’go i Rossettiego. Po ich wpływem tworzył subtelne obrazy, przedstawiające zazwyczaj piękne kobiety, jego prace nawiązują do wydarzeń historycznych i utworów literackich, zwykle zawierają głębsze refleksje na temat życia, przemijania miłości i piękna.
Hughes był także uznanym ilustratorem, pracował m.in. dla magazynu Good Words, dla czasopism dla dzieci jak i dorosłych. Ilustrował książki m.in. George’a MacDonalda i Christiny Rossetti (Sing Song, 1872). Wystawiał m.in. w Royal Academy, od 1855 był żonaty z Trypheną Foord, miał z nią sześcioro dzieci. Był człowiekiem nieśmiałym, mieszkał na przedmieściach Londynu w dzielnicy Kew. Zmarł w 1915 pozostawiając ok. 700 obrazów i rysunków i ponad 750 ilustracji. Uczniem malarza był akwarelista Albert Goodwin.

### Wybrane prace
- Ophelia (1851-53)

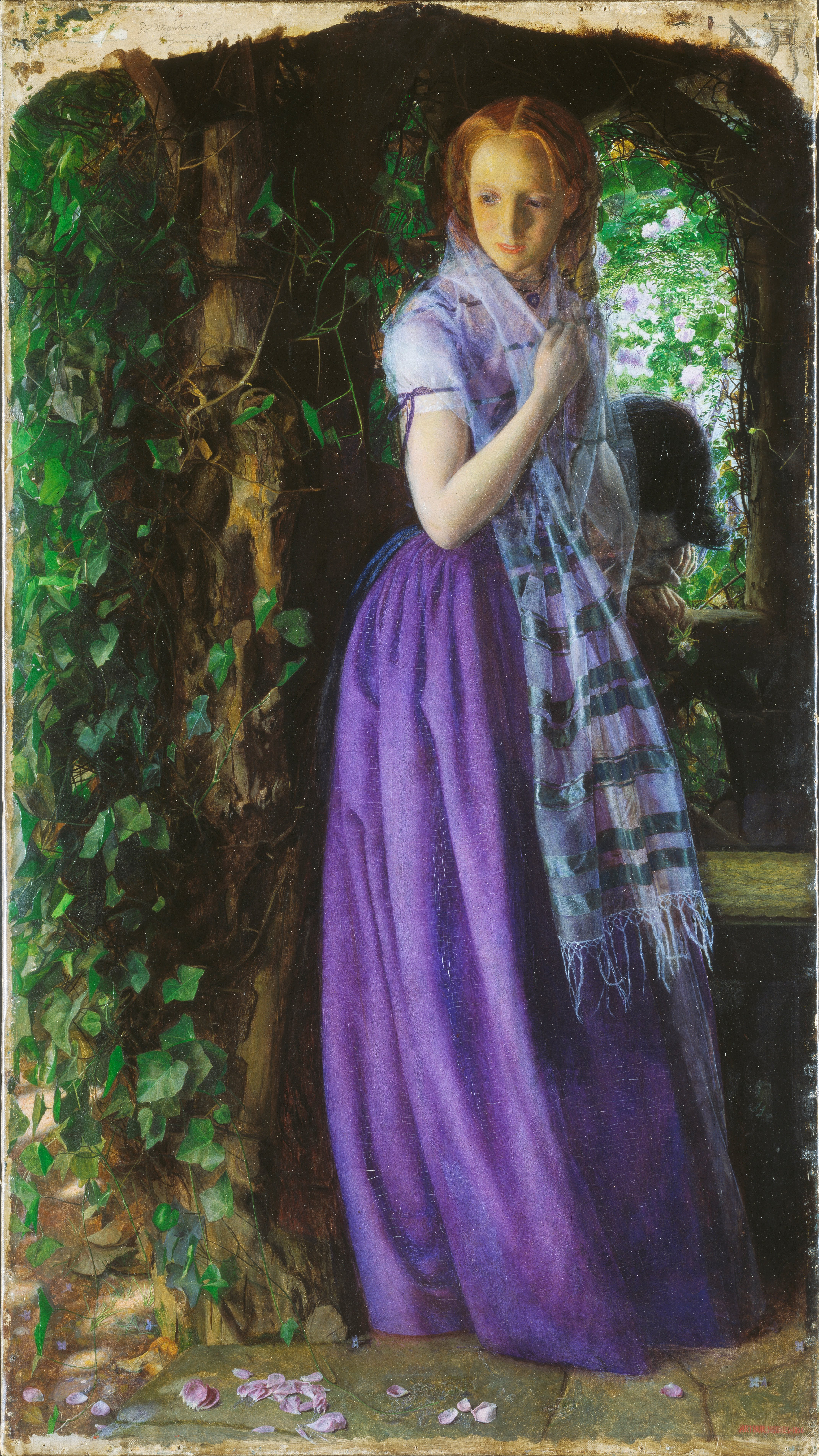
Kwietniowa miłość, 1856

- April Love (Kwietniowa miłość), 1855-56,
- Home From the Sea, 1856-57,
- The Long Engagement (Długotrwałe zaręczyny), 1859,
- Mariana at the window, ok. 1860,
- Knight of the Sun, ok. 1861,
- La Belle Dame Sans Merci, 1861-3,
- Ophelia and He Will Not Come Again, 1863-64,
- The Lady of Shalott, ok. 1863,
- Beauty and the Beast, 1863-65,
- A Music Party, 1864,
- In the Grass, 1864-5,
- Good Night, 1865-66,
- Sir Galahad, 1865-70,
- Endymion, 1868-70,
- The Enchantress, ok. 1870-4,
- The Lady of Shalott, ok. 1872-3,
- The Convent Boat, 1874,
- The Property Room, 1879,
- The Heavenly Stair, ok. 1887-8,
- Sir Galahad, ok. 1894,
- The Rescue, 1907-8,
- Overthrowing of the Rusty Knight, ok. 1908,
- Wonderland, 1912.

## Literatura dodatkowa
- Roberts, L. Arthur Hughes: His Life and Works. Woodbridge: Antique Collector's Club, 1997.